# Интерцессия
Это статья о термине древнеримского права. Об элементе христианской литургии см. Интерцессия (литургия).
Интерце́ссия (лат. intercessio — вмешательство, сопротивление) — в Древнем Риме так называлось вето (лат. veto), которое римский магистрат мог наложить на постановления и действия другого магистрата, обладавшего равной с ним или меньшей властью.
Это была одна из гарантий против злоупотреблений, которые могли произойти благодаря тому, что всякий римский магистрат был независим в своей деятельности за отсутствием централизующего единства современного управления. Магистрат, выступавший с интерцессией, должен был лично предъявить свой протест магистрату, против которого он выступал, сразу же или по крайней мере в определённый срок после того, как оспариваемое решение состоялось.
Интерцессия использовалась против всякого декрета магистрата, на который гражданин, считавший себя обиженным, приносил апелляцию (например, против декрета о наложении магистратом наказания в силу его империя), а также против внесения в комиции законопроекта и против сенатусконсультов. Интерцессия делала ничтожным акт, против которого была направлена. Особое значение имело право интерцессии народных трибунов.